# Pesem Evrovizije 2016
61. Pesem Evrovizije je potekala 10. (prvi polfinale), 12. (drugi polfinale) in 14. maja 2016 (veliki finale). Tekmovanje je že šestič potekalo na Švedskem, natančneje v areni Ericsson Globe v Stockholmu, in to po zaslugi Månsa Zelmerlöwa, ki je leta 2015 zmagal s pesmijo »Heroes«. Måns je vodil vse tri večere prireditve skupaj s komičarko Petro Mede, ki je Evrosong vodila že leta 2013 v Malmöju. Datume za posamezni večer so določili 16. marca 2015 na Dunaju.
Drugo leto zapored je sodelovala Avstralija, ki se je morala za razliko od leta prej, ko je bila neposredno uvrščena v finale, prebiti skozi polfinale. Na koncu je zasedla 2. mesto. Leto 2016 je prineslo eno največjih sprememb glasovanja po letu 1975: vsaka država je namreč podelila dva seta glasov, enega po mnenju strokovne žirije in enega po mnenju občinstva. Leto je zaznamovala tudi izločitev Romunije, ki je že bila izbrala svojega predstavnika, nekaj tednov pred začetkom tekmovanja zaradi dolga njihove televizije do EBU-ja. V finalu je v spremljevalnem programu nastopil poseben gost − Justin Timberlake, ki je predstavil svoj novi singel »Can't Stop The Feeling« in staro uspešnico »Rock Your Body«.
Slavila je ukrajinska pevka Jamala s pesmijo »1944«, ki govori o izgonu Tatarov s Krima leta 1944. Ukrajina ni bila ne zmagovalka žirij (to je bila Avstralija) ne občinstva (to je bila Rusija), zmagala pa je v skupnem seštevku.

## Države

### 1. polfinale
V prvem polfinalu je nastopilo 18 držav. V njem so glasovale tudi Švedska, Španija in Francija.
| #  | Država               | Jezik       | Izvajalec                          | Skladba                | Prevod                      | Uvrstitev | Točke |
| -- | -------------------- | ----------- | ---------------------------------- | ---------------------- | --------------------------- | --------- | ----- |
| 01 | Finska               | angleščina  | Sandhja                            | "Sing It Away"         | Odženi s petjem             | 15.       | 51    |
| 02 | Grčija               | gršk./angl. | Argo                               | "Utopian Land"         | Utopična dežela             | 16.       | 44    |
| 03 | Moldavija            | angleščina  | Lidia Isac                         | "Falling Stars"        | Padajoče zvezde             | 17.       | 33    |
| 04 | Madžarska            | angleščina  | Freddie                            | "Pioneer"              | Pionir                      | 4.        | 197   |
| 05 | Hrvaška              | angleščina  | Nina Kraljić                       | "Lighthouse"           | Svetilnik                   | 10.       | 133   |
| 06 | Nizozemska           | angleščina  | Douwe Bob                          | "Slow Down"            | Iti počasneje               | 5.        | 197   |
| 07 | Armenija             | angleščina  | Iveta Mukučjan                     | "LoveWave"             | Ljubezenski val             | 2.        | 243   |
| 08 | San Marino           | angleščina  | Serhat                             | "I Didn't Know"        | Nisem vedel                 | 12.       | 68    |
| 09 | Rusija               | angleščina  | Sergej Lazarjev                    | "You Are the Only One" | Ti si edina                 | 1.        | 342   |
| 10 | Češka                | angleščina  | Gabriela Gunčíková                 | "I Stand"              | Stojim                      | 9.        | 161   |
| 11 | Ciper                | angleščina  | Minus One                          | "Alter Ego"            | Drugi jaz                   | 8.        | 164   |
| 12 | Avstrija             | francoščina | ZOË                                | "Loin d'ici"           | Daleč od tod                | 7.        | 170   |
| 13 | Estonija             | angleščina  | Jüri Pootsmann                     | "Play"                 | »Play«                      | 18.       | 24    |
| 14 | Azerbajdžan          | angleščina  | Samra                              | "Miracle"              | Čudež                       | 6.        | 185   |
| 15 | Črna gora            | angleščina  | Highway                            | "Real Thing"           | Prava stvar                 | 13.       | 60    |
| 16 | Islandija            | angleščina  | Greta Salóme                       | "Hear Them Calling"    | Prisluhnite njihovim klicem | 14.       | 51    |
| 17 | Bosna in Hercegovina | bosanščina  | Dalal & Deen ft. Ana Rucner & Jala | "Ljubav je"            | Ljubezen je                 | 11.       | 104   |
| 18 | Malta                | angleščina  | Ira Losco                          | "Walk on Water"        | Hoditi po vodi              | 3.        | 209   |

### 2. polfinale
V drugem polfinalu je nastopilo 18 držav. V njem so glasovale tudi Nemčija, Velika Britanija in Italija.
| #  | Država     | Jezik             | Izvajalec                              | Skladba                            | Prevod                     | Uvrstitev | Točke |
| -- | ---------- | ----------------- | -------------------------------------- | ---------------------------------- | -------------------------- | --------- | ----- |
| 01 | Latvija    | angleščina        | Justs                                  | "Heartbeat"                        | Srčni utrip                | 8.        | 132   |
| 02 | Poljska    | angleščina        | Michał Szpak                           | "Color Of Your Life"               | Barva tvojega življenja    | 6.        | 151   |
| 03 | Švica      | angleščina        | Rykka                                  | "The Last Of Our Kind"             | Zadnja svoje vrste         | 18.       | 28    |
| 04 | Izrael     | angleščina        | Hovi Star                              | "Made Of Stars"                    | Iz zvezd                   | 7.        | 147   |
| 05 | Belorusija | angleščina        | IVAN                                   | "Help You Fly"                     | Pomagal ti bom leteti      | 12.       | 84    |
| 06 | Srbija     | angleščina        | Sanja Vučić ZAA                        | "Goodbye (Shelter)"                | Nasvidenje (Zavetje)       | 10.       | 105   |
| 07 | Irska      | angleščina        | Nicky Byrne                            | "Sunlight"                         | Sončna svetloba            | 15.       | 46    |
| 08 | Makedonija | makedonščina      | Kaliopi                                | "Dona"                             | Dona                       | 11.       | 88    |
| 09 | Litva      | angleščina        | Donny Montell                          | "I've Been Waiting For This Night" | Čakal sem na to noč        | 4.        | 222   |
| 10 | Avstralija | angleščina        | Dami Im                                | "Sound Of Silence"                 | Zvok tišine                | 1.        | 330   |
| 11 | Slovenija  | angleščina        | ManuElla                               | "Blue And Red"                     | Modra in rdeča             | 14.       | 57    |
| 12 | Bolgarija  | angl./bolg.       | Poli Genova                            | "If Love Was A Crime"              | Če bi ljubezen bila zločin | 5.        | 220   |
| 13 | Danska     | angleščina        | Lighthouse X                           | "Soldiers Of Love"                 | Vojaki ljubezni            | 17.       | 34    |
| 14 | Ukrajina   | angl./krim. Tatar | Džamala                                | "1944"                             | 1944                       | 2.        | 287   |
| 15 | Norveška   | angleščina        | Agnete                                 | "Icebreaker"                       | Ledolomilec                | 13.       | 63    |
| 16 | Gruzija    | angleščina        | Nika Kocharov & Young Georgian Lolitaz | "Midnight Gold"                    | Polnočno zlato             | 9.        | 123   |
| 17 | Albanija   | albanščina        | Eneda Tarifa                           | "Fairytale"                        | Pravljica                  | 16.       | 45    |
| 18 | Belgija    | angleščina        | Laura Tesoro                           | "What's The Pressure"              | Čemu pritisk               | 3.        | 274   |

### Finale
| #  | Država              | Jezik       | Izvajalec                              | Skladba                            | Prevod                     | Uvrstitev | Točke |
| -- | ------------------- | ----------- | -------------------------------------- | ---------------------------------- | -------------------------- | --------- | ----- |
| 01 | Belgija             | angleščina  | Laura Tesoro                           | "What's The Pressure"              | Čemu pritisk               | 10.       | 181   |
| 02 | Češka               | angleščina  | Gabriela Gunčíková                     | "I Stand"                          | Stojim                     | 25.       | 41    |
| 03 | Nizozemska          | angleščina  | Douwe Bob                              | "Slow Down"                        | Iti počasneje              | 11.       | 153   |
| 04 | Azerbajdžan         | angleščina  | Samra                                  | "Miracle"                          | Čudež                      | 17.       | 117   |
| 05 | Madžarska           | angleščina  | Freddie                                | "Pioneer"                          | Pionir                     | 19.       | 108   |
| 06 | Italija             | ita./angl.  | Francesca Michielin                    | "No Degree Of Separation"          | Ni stopenj ločevanja       | 16.       | 124   |
| 07 | Izrael              | angleščina  | Hovi Star                              | "Made Of Stars"                    | Iz zvezd                   | 14.       | 135   |
| 08 | Bolgarija           | angl./bolg. | Poli Genova                            | "If Love Was A Crime"              | Če bi ljubezen bila zločin | 4.        | 307   |
| 09 | Švedska             | angleščina  | Frans                                  | "If I Were Sorry"                  | Če bi mi bilo žal          | 5.        | 261   |
| 10 | Nemčija             | angleščina  | Jamie-Lee Kriewitz                     | "Ghost"                            | Duh                        | 26.       | 11    |
| 11 | Francija            | fran./angl. | Amir                                   | "J'ai cherché"                     | Iskal sem                  | 6.        | 257   |
| 12 | Poljska             | angleščina  | Michał Szpak                           | "Color Of Your Life"               | Barva tvojega življenja    | 8.        | 229   |
| 13 | Avstralija          | angleščina  | Dami Im                                | "Sound Of Silence"                 | Zvok tišine                | 2.        | 511   |
| 14 | Ciper               | angleščina  | Minus One                              | "Alter Ego"                        | Drugi jaz                  | 21.       | 96    |
| 15 | Srbija              | angleščina  | Sanja Vučić ZAA                        | "Goodbye (Shelter)"                | Nasvidenje (Zavetje)       | 18.       | 115   |
| 16 | Litva               | angleščina  | Donny Montell                          | "I've Been Waiting For This Night" | Čakal sem na to noč        | 9.        | 200   |
| 17 | Hrvaška             | angleščina  | Nina Kraljić                           | "Lighthouse"                       | Svetilnik                  | 23.       | 73    |
| 18 | Rusija              | angleščina  | Sergej Lazarjev                        | "You Are the Only One"             | Ti si edina                | 3.        | 491   |
| 19 | Španija             | angleščina  | Barei                                  | "Say Yay!"                         | Reci jej                   | 22.       | 77    |
| 20 | Latvija             | angleščina  | Justs                                  | "Heartbeat"                        | Srčni utrip                | 15.       | 132   |
| 21 | Ukrajina            | angleščina  | Jamala                                 | "1944"                             | 1944                       | 1.        | 534   |
| 22 | Malta               | angleščina  | Ira Losco                              | "Walk on Water"                    | Hoditi po vodi             | 12.       | 153   |
| 23 | Gruzija             | angleščina  | Nika Kocharov & Young Georgian Lolitaz | "Midnight Gold"                    | Polnočno zlato             | 20.       | 104   |
| 24 | Avstrija            | francoščina | ZOË                                    | "Loin d'ici"                       | Daleč od tod               | 13.       | 151   |
| 25 | Združeno kraljestvo | angleščina  | Joe and Jake                           | "You're not alone"                 | Nisi sam                   | 24.       | 62    |
| 26 | Armenija            | angleščina  | Iveta Mukučjan                         | "LoveWave"                         | Ljubezenski val            | 7.        | 249   |

### Skupina
Države, ki si največkrat izmenjajo glasove, so letos razdelili v šest skupin. Države v teh skupinah so enakomerno razdelili med oba polfinala, v vsakega približno polovico teh držav. Tako nameravajo preprečiti tako imenovano "prijateljsko glasovanje", kjer prijatelske države glasujejo druga za drugo.
| 1                                                                                         | 2                                                             | 3                                                                   | 4                                                                | 5                                                      | 6                                                     |
| ----------------------------------------------------------------------------------------- | ------------------------------------------------------------- | ------------------------------------------------------------------- | ---------------------------------------------------------------- | ------------------------------------------------------ | ----------------------------------------------------- |
| - Albanija - Bosna in Hercegovina - Hrvaška - Makedonija - Črna gora - Srbija - Slovenija | - Danska - Estonija - Finska - Islandija - Latvija - Norveška | - Armenija - Azerbajdžan - Belorusija - Gruzija - Rusija - Ukrajina | - Avstralija - Belgija - Bolgarija - Ciper - Grčija - Nizozemska | - Češka - Irska - Litva - Malta - Poljska - San Marino | - Avstrija - Madžarska - Moldavija - Romunija - Švica |

## Ostale države

### Izključitev
- Romunija - Romunija je letos izključena s strani Evropske radiofuzne zveze EBU, ker javna televizija TVR ni poravnala dolga, ki je znašal več kot 10 milijonov evrov. Če ne bi bila Romunija izključena, bi Romunijo predstavljal Ovidiu Anton - "Moment of Silence" (Trenutek tišine) pod zaporedno številko 12 v drugem polfinalnem večeru, pesem pa bi bila v angleščini.

| #  | Država   | Jezik      | Izvajalec    | Skladba             | Prevod          |
| -- | -------- | ---------- | ------------ | ------------------- | --------------- |
| 12 | Romunija | angleščina | Ovidiu Anton | "Moment Of Silence" | Trenutek tišine |

### Izvenevropsko sodelovanje
- Avstralija - Zaradi 60. obletnice je Avstralija prvič nastopila leta 2015, ko jo je EBU (Evropska radiodifuzna zveza) potrdila, da bo Avstralija v letu 2015 na evrovizijski oder stopila kot država tekmovalka, ki bo obravnavana enakopravno kot vse države sotekmovalke. Avstralija Pesem Evrovizije prenaša od leta 1983, ko so prvič svoje komentatorje pripeljali v Baku, leta 2012, leta 2013 so v Evropo poslali svojo »razglednico«, v Kobenhavnu leta 2014 pa je avstralske barve v spremljevalnem programu zastopala Jessica Mauboy. Lansko leto so Avstralci v enakovreden boj poslali Guya Sebastiena. Avstralija se tudi letos vrača na Evrovizijski oder (Pesem Evrovizije 2016).

### Uradno odstopile
- Andora  - Andora se ne namerava vrniti na Evrovizijski oder.
- Libanon  - Libanon ne izključuje sodelovanja na Pesmi Evroviziji v Stockholmu, ki navaja v elektronski pošti "Nismo še prepričani, delamo na tem in boste obveščeni o spremembah".
- Lihtenštajn - Lihtenštajn se želi pridružiti Evroviziji, vendar ni član EBU
- Luksemburg  - Kljub petim zmagam je Luksemburg odpovedal povratek na ESC.
- Maroko - Maroko se ne udeležuje Evrovizije od leta 1980.
- Monako - Monako se ne namerava vrniti na Evrovizijo.
- Portugalska – Čeprav so se odločili, da sodelujejo v tekmovanju, je Portugalska zaradi spremenjenega sistema v izbirnem postopku za Pesem Evrovizije nepričakovano odpovedala  nastop v Stockholmu.
- Slovaška - Slovaška se ne namerava vrniti na Evrovizijski oder zaradi premajhne gledanosti.
- Turčija - Turčija na Evroviziji ne bo sodelovala, dokler se žirija in velikih 5 ne ukine, čeprav so napovedali, da se bodo ponovno pridružili  v letu 2016

### Pridružitveni člani EBU
- Kazahstan је pridružitvena članica, vendar je za upravičenost udeležbe potrebeno nacionalno radijsko in televizijsko članstvo pred aktivnim članstvom EBU.

### Niso člani EBU
- Kitajska - Hunan televizija je napovedala, da ima interes za sodelovanje na Evroviziji, vendar se je EBU odzval in zanikal, da bi Kitajska lahko nastopila svoj prvi nastop na tekmovanju kot gost ali kot polnopravne udeleženke.
- Ferski otoki Ferski otoki želijo biti del EBU članstva. Ker pa nimajo pogoja za članstvo EBU, so zaradi članstva otoške danskega kraljestva, zavrnjena.
- Kosovo Ker je Kosovo delno priznana država, ne more biti član EBU, ki bi lahko sodelovala na Pesmi Evrovizije. Vendar ne morejo potrditi, kako bi to bilo doseženo in s tem uresničili članstvo v EBU. Po pričakovanjih je EBU v celoti zavrnil nedovoljeno zahtevo za udeležbo Kosova, saj enostransko prijavljene države na ozemlju Republike Srbije  lahko doseže le sama republika Srbija.
- Lihtenštajn se ne more udeležiti zaradi nezadostnih sredstev za članstvo v EBU